# Benz Victoria
Victoria Benz byl první čtyřkolový automobil vyráběný Karlem Benzem. Vůz byl odvozen z typu Benz Patent Motorwagen číslo 3. 
Vozy měly dřevěná paprsková kola osazená na pevných nápravách s listovými pružinami. Vybaveny byly dvoustupňovým řemenem, který byl na zadních kolech spojen řetězy. Od roku 1896 byla součástí vozů také "novinka" — převodovka se zpátečkou. Na vůz se dalo připevnit dvou, nebo čtyřsedadlo podle požadavků zákazníka.
Maximální rychlost vozu byla 18 km/hod. Prodejní cena se pohybovala mezi 3800-6150 ℳ. (hodnota 1 ℳ (zlatá marka) byla asi dnešních 10 €).
Motor byl jednoválcový, vyráběl se o různém obsahu, a to:
| Data výroby | Obsah válců | Zdvih           | Výkon         | Při otáčkách |
| ----------- | ----------- | --------------- | ------------- | ------------ |
| 1893-1896   | 1730 cm³    | 130 mm x 130 mm | 3 PS (2,2 kW) | 450 min−1    |
| 1894-1895   | 1990 cm³    | 130 mm x 150 mm | 4 PS (2,9 kW) | 500 min−1    |
| 1895-1898   | 2650 cm³    | 150 mm x 150 mm | 5 PS (3,7 kW) | 600 min−1    |
| 1898-1900   | 2915 cm³    | 150 mm x 165 mm | 6 PS (4,4 kW) | 700 min−1    |

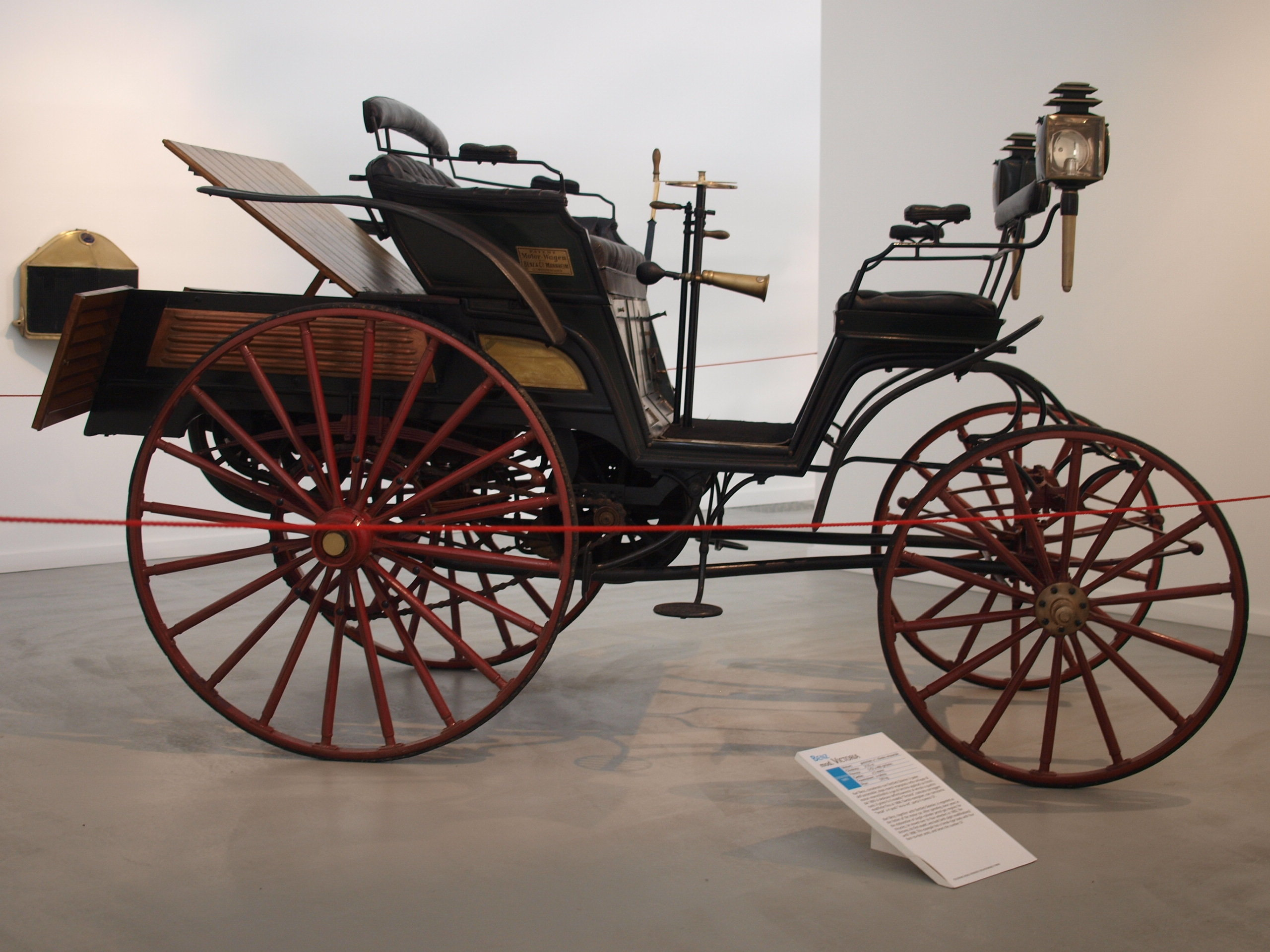
Victoria Benz

Theodor von Liebieg se v roce 1893 stal vlastníkem Benzova automobilu Victoria a je tak považován za prvního automobilistu v Čechách a pravděpodobně třetího v celém Předlitavsku.